# روبن سانچز (بازیکن فوتبال، زاده ۱۹۸۹)
روبن سانچز (انگلیسی: Rubén Sánchez؛ زادهٔ ۲۱ ژانویهٔ ۱۹۸۹) بازیکن فوتبال اهل اسپانیا است.
از باشگاه‌هایی که در آن بازی کرده‌است می‌توان به باشگاه فوتبال رئال مورسیا، باشگاه فوتبال زامورا، باشگاه فوتبال کامپوستلا، باشگاه فوتبال گوادالاخارا، و باشگاه فوتبال اتلتیکو مادرید بی اشاره کرد.